# De dømtes sammensværgelse
De dømtes sammensværgelse (russisk: Заговор обречённых) er en sovjetisk film fra 1950 af Michail Kalatosov.

## Medvirkende
- Ljudmila Skopina som Ganna Likhta
- Pavel Kadotjnikov som Maks Venta
- Vladimir Druzjnikov som Mark Pino
- Boris Sitko som Kosta Varra
- Vsevolod Aksjonov som Sloveno